# Eberhard Fischer (Botaniker)
Eberhard Fischer (* 22. August 1961 in Montabaur) ist ein deutscher Botaniker und Biodiversitätsforscher. Sein offizielles botanisches Autorenkürzel lautet Eb.Fisch. Er ist verheiratet mit Esmahan Fischer, Tochter des bekannten Photographen Ali Hefied.
Fischers Arbeitsgebiet ist die Systematik, Biodiversitätsforschung, Ökologie und der Naturschutz. Systematische Schwerpunkte sind die Blütenpflanzen (z. B. Balsaminaceae, Linderniaceae, Orchidaceae, Scrophulariaceae), aber auch Moose, Farne und andere Kryptogamengruppen. Geographische Schwerpunkte sind das tropische Afrika und Madagaskar, aber auch Rheinland-Pfalz. Seit 1990 hat er neben Florenwerken und Lehrbüchern rund 200 neue Arten entdeckt und beschrieben, darunter 17 neue Gattungen und sogar zwei neue Familien, die Blütenpflanzenfamilie Linderniaceae und die Flechtenfamilie Lepidostromataceae. Fischer gilt weltweit als einer der bedeutendsten zeitgenössischen Taxonomen und Kenner der Flora und Vegetation des tropischen Afrikas.

## Leben
Eberhard Fischer studierte Biologie an der Universität Mainz. In Mainz war er von 1988 bis 1991 wissenschaftlicher Mitarbeiter am Institut für Spezielle Botanik der Universität und promovierte 1990 bei Dimitri Hartl. Seit 1991 war er Wissenschaftlicher Assistent am Botanischen Institut der Universität Bonn bei Wilhelm Barthlott. Nach der Habilitation erhielt er einen Ruf auf eine Professur für Botanik an die Universität Koblenz-Landau, wo er seit 1998 tätig ist. Seit 2015 ist er Leiter der Abteilung Biologie und von 2018 bis 2021 Prodekan für Studium und Lehre des Fachbereichs Mathematik und Naturwissenschaften. Fischer ist seit 2004 Präsident des Naturhistorischen Vereins der Rheinlande und Westfalens, einer der ältesten naturforschenden Gesellschaften in Deutschland.

## Forschung zur Diversität und Evolution von Pflanzen
Bedeutende Forschungsschwerpunkte von E. Fischer sind die systematisch-taxonomischen Arbeiten an Blütenpflanzen, vor allem an Lippenblütenartigen (Linderniaceae, Orobanchaceae und Scrophulariaceae) und Springkräutern (Impatiens, Balsaminaceae) des tropischen Afrikas und Madagaskars. Hinzu kommen zahlreiche andere Familien bei Farnen, Moosen und weiteren „Kryptogamen“. Eine Liste aller von E. Fischer und Mitautoren publizierten Farn- und Blütenpflanzen-Taxa findet sich im International Plant Names Index. Fischer hat mehrere Arten (Blütenpflanzen, Moose, Flechten und Rotalgen) neu beschriebenen. Exemplarisch für seine Tätigkeiten als Erstbeschreiber neuer Arten sind die Springkräuter (Impatiens) von Madagaskar zu sehen: Hier waren bis zum Jahr 2000 nur 105 Arten bekannt. Er entdeckte seitdem mit seinen Mitarbeitern rund 145 weitere neue Arten.
Neben der von Fischer beschriebenen und heute weltweit akzeptierten und verbreiteten Blütenpflanzenfamilie Linderniaceae (Büchsenkrautgewächse) zu der man rund 305 Arten stellt, hat er die Flechtenfamilie der Lepidostromataceae (Schuppen-Keulenflechten) entdeckt, die heute mit anderen Familien sogar eine eigene Ordnung Lepidostromatales bildet.
Bedeutende, von ihm beschriebene Blütenpflanzen-Gattungen sind:
- Ameroglossum, Crepidorhopalon, Hartliella. In: Linderniella. (alle Linderniaceae),
- Bardotia, Sieversandreas (alle Orobanchaceae) und
- Barthlottia (Scrophulariaceae).

Unter den von ihm entdeckten rund 200 Arten befindet sich auch:
- die kleinste Seerose der Welt (Nymphaea thermarum[9][10][11]) aus Ruanda,
- die chlorophylllosen Orchideen Gastrodia rwandensis[12] und Eulophia pocsii[13],
- vier neue Drachenbaumarten der Gattung Dracaena[14][15],
- eine bis 2 m hohe Fackellilie (Kniphofia vandweghei[16]) und
- die fleischfressende Genlisea barthlottii[17]. Bei Genlisea konnte erstmals gezeigt werden, dass ihre Beute Einzeller sind: Es ist die einzige protozoenfangende Carnivore[18] – dazu mit dem kleinsten Genom aller Blütenpflanzen[19].

Ebenso wie die Blütenpflanzen gehören auch Farne, Moose, Flechten und Süßwasserrotalgen zu seinem Forschungsgebiet. Er entdeckte und beschrieb bisher:
- die neue Familie der Flechten Lepidostromataceae,[8]
- die neue Rotalgengattung Ahidranoa[21],
- 3 neue Flechtengattungen[22][23][24],
- 17 neuen Flechtenarten[25][26] und
- 5 neue Moosarten[27][28][29][30][31].

## Vegetation von Afrika und Madagaskar, Naturschutz
Die Arbeiten Fischers zeigen überdeutlich und exemplarisch, wie gering der Forschungsstand der Biodiversität in einigen afrikanischen Ländern ist. Dies gilt aber nicht nur für tropische Regionen: selbst in der Bundesrepublik Deutschland konnte er 2018 im Nationalpark Hunsrück-Hochwald eine neue Flechtenart (Verrucaria hunsrueckensis) mit seinen Koautoren beschreiben. Die Bedeutung von Erfassung und Schutzmaßnahmen wird anhand von Nymphaea thermarum (Ruanda-Zwergseerose) deutlich, die als vom Aussterben bedroht gilt, aber in mehreren botanischen Gärten kultiviert wird.
Florenwerke und illustrierte Field Guides sind die Grundlage zum Verständnis der belebten Natur eines Landes und erlauben langfristig Rückschlüsse über Änderungen der Diversität. Fischer hat über zehn solcher bis zu 830 Seiten umfassenden Bücher geschrieben, darunter Floren und Field Guides von Gabun, Ruanda, Kongo, Burundi, und Georgien. Für einige tropische Gebiete wurden damit erstmals Bestimmungsbücher vorgelegt, die eine Grundlage zur Erfassung und zum Erhalt der dortigen Vegetation sind. Auch Lehrbücher zur Systematik gehören zu Fischers Publikationen. So ist er Autor von zwei Bänden der Neuauflage von Engler’s Syllabus of Plant Families,
Das zentralafrikanische Land Ruanda, aber auch Äthiopien, Burundi, Gabun, Kenya, Kongo, Uganda und Madagaskar hat Fischer seit 1984 in über 170 Reisen besucht. Er hat ein beachtenswertes Kooperationsprogramm zwischen Ruanda und Rheinland-Pfalz aufgebaut. Die Universität von Ruanda hat seit 1999 mit der Universität Koblenz-Landau eine erfolgreiche Partnerschaft. Fischer ist dort auch wissenschaftlicher Leiter des Ruanda-Zentrums. Es geht dabei nicht nur um die wissenschaftliche Erforschung, sondern auch um die biogeographische Dokumentation und die Erarbeitung von modernen Naturschutzkonzepten. Fischer ist mitverantwortlich für die vorbildhafte Umweltpolitik in Ruanda sowie für die Unterschutzstellung verschiedener Nationalparks. So konnte der extrem diverse Cyamudongowald in Ruanda erhalten und als Nationalpark ausgewiesen werden. Neben den ersten präzisen Vegetationskarten wurden im Rahmen der Projekte (finanziert u. a. von BMBF und des BMU im Rahmen der Internationalen Klimaschutzinitiative IKI) vor allem die Veränderung von Waldökosystemen (BIOTA Ost) und die Anlage nachhaltiger tropischer Agroforstsysteme untersucht. Für seine Tätigkeiten in Ruanda wurde er 2017 mit der Ehre bedacht einem Gorillababy einen Namen zu geben: Isuku. Für das Land Burundi konnte eine erste Rote Liste erstellt werden.
Seit der Eröffnung des ersten Nationalparks Hunsrück-Hochwald in Rheinland-Pfalz im Jahr 2015 waren Fischer und seine Mitarbeiter intensiv an der Erforschung der Flora und Vegetation, sowie an Naturschutzmaßnahmen beteiligt.
Fischer war seit Mitte der 90er Jahre Mitarbeiter im Langzeitprojekt „Biodiversität im Wandel“ der Akademie der Wissenschaften und der Literatur Mainz, zu deren Ehrung er eine neue Springkraut-Art Impatiens academiae-moguntinae benannt hat. Im Rahmen des Kooperationsprojektes „Cabol“ mit dem Museum Alexander Koenig, Bonn, geht es um Erfassung und Schutz der Diversität von Georgien und Armenien. Fischer ist auch maßgeblich bei der Konzeption und Ausführung der Regenwald-Ausstellung im Museum Alexander Koenig beteiligt, die den Tieflandregenwald von Ghana und Gabun und seine Diversität zum Inhalt hat.

## Publikationen
Eine aktuelle, vollständige Liste der Publikation mit rund 270 Arbeiten findet sich auf seiner Homepage (Liste der Publikationen), die vorwiegend englischen Arbeiten in wissenschaftlichen Zeitschriften finden sich unter Eberhard Fischer auf Google Scholar.
Alle von Fischer beschriebenen Arten und Taxa finden sich im International Plant Names Index unter „Eb.Fisch“ und auf seiner homepage auf der Webseite.

### Ausgewählte Publikationen
- S. Ntore, E. Fischer, M. S. M. Sosef: Red List of the endemic and range-restricted vascular plants of Burundi. In: Scripta Botanica Belgica. Band 58, 2018, S. 1–215.[54]
- E. Fischer, A. Gröger, W. Lobin: Illustrated Field Guide to the Flora of Georgia (South Caucasus). In: Koblenz Geographical Colloquia, Series Biogeographical Monographs. Band 3, 2018, S. 1–830.[45]
- H. Thüs, D. Killmann, B. Leh, E. Fischer: Verrucaria hunsrueckensis (Verrucariaceae, lichenized Ascomycota), a new rare species with exceptionally slender ascospores from Germany. In: Phytotaxa. Band 345, 2018, S. 26–34.[32]
- E. Fischer: Protracheophyta (Horneophytopsida), Tracheophyta: Rhyniophytina, Lycophytina, Trimerophytina, Moniliformopses (« Pteridophyta »). In: W. Frey (Hrsg.): A. Engler’s Syllabus of Plant Families. Vol. 3: Bryophytes and seedless vascular plants. 13. Auflage. Gebrüder Bornträger, Berlin / Stuttgart 2009, S. 264–399.[46]
- E. Fischer: Magnoliopsida (Angiosperms) p.p.: Subclass Magnoliidae [Amborellanae to Magnolianae, Lilianae p.p. (Acorales to Asparagales)]. In: W. Frey (Hrsg.): A. Engler’s Syllabus of Plant Families – Syllabus der Pflanzenfamilien. Vol. 4: Pinopsida (Gymnosperms), Magnoliopsida (Angiosperms) p.p. 13. Auflage. Gebrüder Bornträger, Berlin / Stuttgart 2015, S. 111–495.[47]
- E. Fischer: The Liverworts and Hornworts of Rwanda. In: Abc taxa. Band 14, 2013, S. 1–520.[38]
- E. Fischer, D. Killmann, G. Delepiere, J.-P. Lebel: The orchids of Rwanda. An illustrated field guide. In: Koblenz Geographical Colloquia, Series Biogeographical Monographs. Band 2, 2010, S. 1–439.[41]
- E. Fischer, D. Killmann: Illustrated Field Guide to the Plants of Nyungwe National Park, Rwanda. In: Koblenz Geographical Colloquia, Series Biogeographical Monographs. Band 1, 2008, S. 1–772.[40]
- W. Frey, J.-P. Frahm, E. Fischer, W. Lobin: The Liverworts, Mosses and Ferns of Europe. Band 3, Harley Books, 2006.[20]
- E. Fischer: Scrophulariaceae. In: J. W. Kadereit (Hrsg.): The Families and Genera of Vascular Plants. Band VII, 2004, S. 333–432. (springer.com)
- E. Fischer, W. Barthlott, R. Seine, I. Theisen: Lentibulariaceae. In: The Families and Genera of Vascular Plants. Band VII, 2004, S. 276–282. (springer.com)
- E. Fischer: Balsaminaceae. In: K. Kubitzki (Hrsg.): The Families and Genera of Vascular Plants. Band VI, 2003, S. 20–25. Springer.link
- E. Fischer, S. Porembski, W. Barthlott: Revision of the Genus Genlisea A. St.-Hil. (Lentibulariaceae) in Africa and Madagascar. In: Nord. J. Bot. Band 20, 2000, S. 291–318.[60]
- W. Barthlott, S. Porembski, E. Fischer, B. Gemmel: First protozoa-trapping plant found. In: Nature. Band 392, 1998, S. 447. (nature.com).
- W. Frey, J.-P. Frahm, E. Fischer, W. Lobin: Kleine Kryptogamenflora. Band IV: Die Moos- und Farnpflanzen Europas. Gustav Fischer Verlag, Stuttgart / New York 1995.
- E. Fischer: Beiträge zur Flora Zentralafrikas I. Eine neue Nymphaea sowie ein neuer Streptocarpus aus Rwanda. In: Feddes Repertorium. Band 99, 1988, S. 385–390.[9]

## Nachweise
- Autoreintrag und Liste der beschriebenen Pflanzennamen bei IPNI
- Literatur von und über Eberhard Fischer im Katalog der Deutschen Nationalbibliothek
- Curriculum Vitae
- Komplettes Publikationsverzeichnis
- Neu beschriebene Familien, Gattungen und Arten
- Nymphaea thermarum bei Plants of the world, IPNI und Water Gardeners International
- Google Scholar Citations
- Researchgate
- Mitherausgeber der Zeitschrift Decheniana des Naturhistorischer Verein der Rheinlande und Westfalens und der Flore d’Afrique Centrale[61], nouvelle série.